# Johan Daniel Herholdt (arkitekt)
Johan Daniel Herholdt, född 13 augusti 1818 i Köpenhamn, död 11 april 1902, var en dansk arkitekt.
Herholdt studerade för Gustav Friederich Hetsch och Michael Gottlieb Bindesbøll. Herholdt anses ha varit Danmarks främste arkitekt under den period som brukar benämnas "fri historicism", det vill säga omkring 1850-1870. Hans genombrottsverk var Universitetsbiblioteket i Köpenhamn (1856-1861). Han ritade även Nationalbanken i Köpenhamn (1866-1870, riven), ett verk i florentinsk renässansstil. 
Till den danska villaarkitekturen introducerade Herholdt, med inspiration från England, en friare planlösning och en mer informell arkitektur än den konventionella. Herholdt hade en stark känsla för det konstruktiva i arkitekturen och var särskilt inspirerad av den norditalienska medeltidsarkitekturen. Han har lyfts fram i den funktionalistiska historieskrivningen på grund av sin förhållandevis rationella arkitektur och användande av "äkta material" det vill säga synligt tegel (i motsats till den av funktionalisterna illa sedda "putsornamentarkitekturen").

## Några byggnadsverk
- Universitetsbiblioteket i Köpenhamn (1856-1861)
- Hovedbanegården i Köpenhamn (1863-1864, riven)
- Nationalbanken i Köpenhamn (1866-1870, riven)
- Polyteknisk Læreanstalt (1888-1892)
- Johanne Luise Heibergs villa i Rosenvænget (1862)
- Sukkerfabrikkens pakhus vid Knippelsbro (1869)

## Utmärkelser
- Riddare av Dannebrogorden,  1862[1]
- Dannebrogsmännens hederstecken,  1875[1]
- Kommendör av Dannebrogorden,  1887[1]
- Kommendör av första graden av Dannebrogorden,  1890[1]

[Redigera Wikidata]

## Galleri
|                          |
| Universitetsbiblioteket. |

|                                                  |
| Polyteknisk Læreanstalt i Sølvgade omkring 1899. |

|                      |
| Nationalbanken 1899. |